# 博塞 (伊勒-维莱讷省)
博塞（法語：Beaucé，法語發音：[bose]）是法国伊勒-维莱讷省的一个市镇，位于该省东部偏北，属于富热尔-维特雷区。

## 地理
博塞（48°20'17"N, 1°9'25"W）面积8.17 平方千米，位于法国布列塔尼大區伊勒-维莱讷省，该省份为法国西北部沿海省份，位于布列塔尼半岛东部，北濒大西洋，西接阿摩尔滨海省和莫尔比昂省，南至大西洋卢瓦尔省，西南端接曼恩-卢瓦尔省，东临马耶讷省，东北与芒什省接壤。
与博塞接壤的市镇（或旧市镇、城区）包括：富热尔、莱涅莱、拉塞勒昂吕特雷、拉沙佩勒-弗勒里涅。

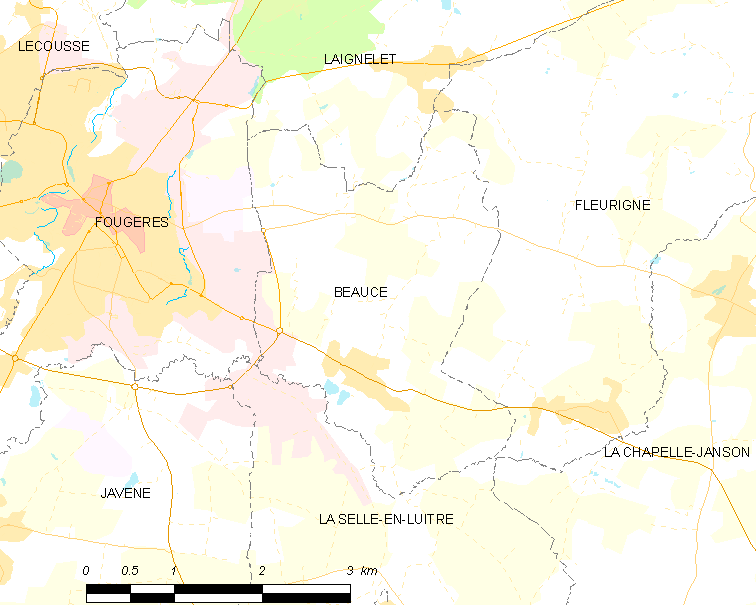
的OSM定位图

博塞的时区为UTC+01:00、UTC+02:00（夏令时）。

## 行政
博塞的邮政编码为35133，INSEE市镇编码为35021。

## 政治
博塞所属的省级选区为富热尔第二县。

## 人口

1962-2008年间人口变化图示

博塞于2022年1月1日时的人口数量为1289人。